# Campus Area Network
Ка́мпусна мере́жа (англ. Campus Area Network) — це група локальних мереж, розгорнутих на компактній території (кампусі) якоїсь установи та обслуговуючих одну цю установу — університет, промислове підприємство, порт, оптовий склад і т. д. При цьому мережеве обладнання (комутатори, маршрутизатори) і середовище передачі (оптичне волокно, мідний дріт, Cat5 кабелі та ін) даних належить орендарю чи власнику кампуса, підприємства, університету, уряду і так далі.
Кампусна мережа — це просто велика багатосегментна локальна мережа на території до декількох кілометрів у поперечнику, що об'єднує локальні мережі близько розташованих будівель.
Кампусні види мереж отримали широке поширення у Сполучених Штатах Америки. Кампусні мережі переважно розвинені в коледжах і університетах. Найчастіше вони об'єднують різноманітні будівлі, в тому числі адміністративні будівлі, навчальні корпуси, бібліотеки, гуртожитки, гімназії та інші споруди, такі як конференц-центри, технологічні центри та інші навчальні заклади.